# Akane Saitoová
Akane Saitoová (japonsky 齊藤 あかね, * 12. ledna 1983 Saitama) je japonská fotbalistka.

## Reprezentační kariéra
Za japonskou reprezentaci v roce 2011 odehrála 1 reprezentační utkání.

## Statistiky
| Japonsko | Japonsko | Japonsko |
| Roky     | Záp.     | Góly     |
| -------- | -------- | -------- |
| 2011     | 1        | 0        |
| Celkem   | 1        | 0        |